# Eurytoma acuta
Eurytoma acuta är en stekelart som beskrevs av Bugbee 1951. Eurytoma acuta ingår i släktet Eurytoma och familjen kragglanssteklar. Inga underarter finns listade i Catalogue of Life.